# Белкин, Михаил Фёдорович
Белкин Михаил Федорович (2 (14) августа 1824, сельцо Карнеевка, Калужская губерния – 31 января (12 февраля) 1909, Санкт-Петербург, Российская империя) - герой Обороны Севастополя, контр-адмирал (1904).

## Биография
Михаил Федорович Белкин принадлежал к древнему роду Белкиных, ведущему свою историю с XIII в. Родители, отставной майор Федор Степанович Белкин и его жена Анна Ларионовна владели сельцом Карнеевкой, Малоярославецкого уезда Калужской губернии. В семье родилось 9 детей. Младший, Михаил появился на свет 14 августа 1824 г. и 16 августа был крещен в Успенской церкви села Сетунь. В 1822 г. Федор Степанович Белкин с сыновьями Василием (1807), Сергеем (1808) и Степаном (1819) были внесены в дворянскую книгу Калужской губернии. Михаил Белкин был внесен в дворянскую книгу в 1827 г.
В 1839-1842 гг. обучался в Морском кадетском корпусе в Санкт-Петербурге. В 1844 г. получил звание мичмана и начал службу на Чёрном море в 33-м флотском экипаже.
В 1850 г. Михаил Фёдорович Белкин за отличия в боевых операциях был произведен в лейтенанты и награждён орденом св. Анны 4-й степени с надписью «за храбрость».
18 (30) ноября 1853 года, во время Синопского сражения лейтенант  М. Ф. Белкин на борту 84-х пушечного корабля «Чесма» командовал верхней батареей. После сражения был представлен к ордену св. Владимира 4-й степени с бантом «за отличную храбрость и распорядительность во время боя при метком и быстром действии дека».
Осенью 1854 г. при начале обороны Севастополя лейтенанту Белкину было поручено командовать батареей из пяти орудий, батарея получила название люнета Белкина. Стойкость и храбрость защитников люнета Белкина стала легендой. Лейтенант Белкин безотлучно находился в осажденном Севастополе на протяжении всех 11 с половиной месяцев обороны. Во время обороны был удостоен ордена св. Георгия Победоносца 4-й степени (6 дек. 1854 г.), а также был награждён орденами св. Анны 2-й степени (5 мая 1855 г.), св. Станислава 2-й степени с императорской короной (27 авг. 1855 г.). На месте люнета Белкина к 50-летнему юбилею обороны Севастополя 1854–1855 гг. был открыт памятник мужественным защитникам этого небольшого укрепления по проекту инженер-полковника О. И. Энберг.

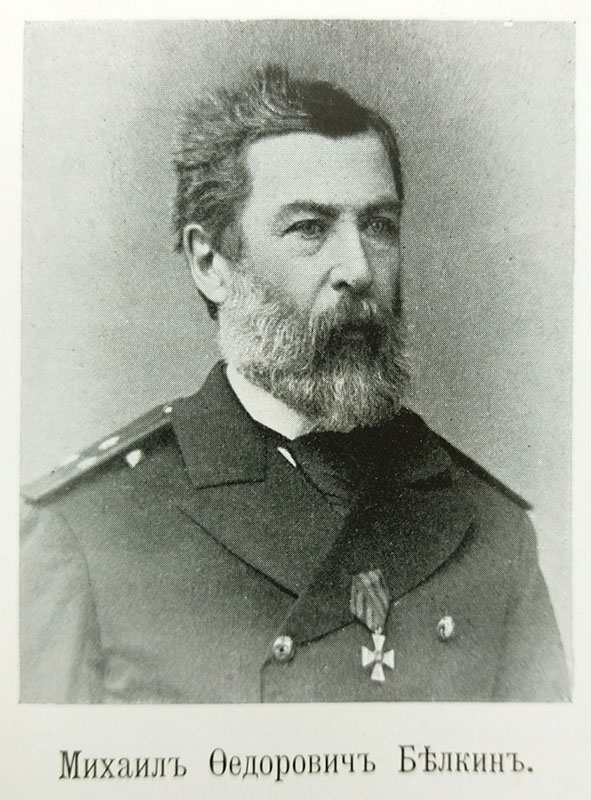
Капитан 2 ранга Михаил Федорович Белкин. Примерно конец 1880-х гг.

С 1 октября 1855 по 1 февраля 1856 г. Участвовал в укреплении и обороне г. Николаева, командовал морской саперной ротою. 15 апреля 1856 г. за Николаевские работы был пожалован орденом св. Анны 2-й степени с императорскою короною.
В мае 1856 г. М. Ф. Белкин был переведен на службу в 23-й Балтийский флотский экипаж.
В 1857 г. Михаил Фёдорович выходит в отставку в звании капитан-лейтенанта, заводит семью, приобретает усадьбу Коробово и землю недалеко от села Введенского в Ярославской губернии.
В Ярославле принимает участие в работе уездного земства, в 1877 г. избирается в гласные Ярославского уездного земского собрания.
В 1880 году Михаил Федорович Белкин возвращается на службу. 15 мая 1883 года произведен в чин капитана 2-го ранга. В июне 1886 года капитан 2-го ранга М. Ф. Белкин вошёл в состав Комитета Добровольного флота. Эта организация занималась сбором добровольных пожертвований на строительство судов для восстановления флота на Чёрном море.
В начале XX века — уже капитан 1-го ранга, в 1903 году — генерал-майор флота. В октябре 1904 года М.Ф. Белкину присвоено звание контр-адмирала.
М. Ф. Белкин скончался 12 февраля 1909 года в Петербурге. Был похоронен в ограде Троицкой церкви села Введенского в Ярославской Губернии.

## Семья
дети:
- Фёдор (1869) - полковник Корпуса гидрографов,
- Николай (1873-1909) - офицер-подводник, капитан 2-го ранга. Первый начальник дивизиона подводных лодок Черноморского флота,
- Анна,
- Мария[10].

## Память
В честь М. Ф. Белкина названы:
- мыс Белкина [Йосандан] (Японское море, полуостров Корея, 40°02′ с.ш.,128°13′ в.д., мыс обследован в 1886 году экипажем клипера «Крейсер», тогда же присвоено название)[11];
- балка Белкина (Японское море, Залив Петра Великого, залив Находка, банка открыта в 1896 году участниками гидрографической экспедиции Восточного океана, тогда же было присвоено название)[11].